# Gunung Geureudong
Gunung Geureudong är ett berg i Indonesien.   Det ligger i provinsen Aceh, i den västra delen av landet, 1 600 km nordväst om huvudstaden Jakarta. Toppen på Gunung Geureudong är 1 753 meter över havet.
Terrängen runt Gunung Geureudong är varierad.Runt Gunung Geureudong är det glesbefolkat, med 8 invånare per kvadratkilometer. Det finns inga samhällen i närheten. I omgivningarna runt Gunung Geureudong växer i huvudsak städsegrön lövskog.